# Ernst Rudorff
Ernst Rudorff   (Berlín, 18 de gener de 1840 - Berlín, 31 de desembre de 1916) fou un compositor i professor de música alemany, també un dels fundadors del moviment de protecció de la naturalesa.
Nascut a Berlín, Rudorff va estudiar piano amb Woldemar Bargiel del 1852 al 1857 abans de matricular-se al Conservatori de Leipzig el 1859, on va estudiar sota Ignaz Moscheles, Louis Plaidy i Julius Rietz. També fou deixeble privat de Moritz Hauptmann i Carl Reinecke.
El 1865 es va convertir en professor de piano al Conservatori de Colònia i va fundar el "Bach-Verein Köln" el 1867. Es va traslladar a Berlín el 1869 i, durant quatre dècades, es va retirar el 1910, va ser el professor titular de piano a la "Hochschule" de Berlín. També va dirigir la "Stern Gesangverein" entre els anys 1880 i 90, succeint a Max Bruch.
Entre els seus estudiants hi figuraven:
- Moritz Mayer-Mahr,
- Lazzaro Uzielli,
- Backer-Grøndahl,
- Wilhelm Berger,
- Leo Blech,
- Gerard von Brucken Fock,
- Leopold Godowsky,
- Siegfried Ochs,
- Alexandre Rey Colaço,
- Clemens Schmalstich,
- Carl Schuricht´
- Alfred Sormann.

Entre les seves obres destaquen:
- Simfonies Núm. 1 in B flat, Op. 31; Núm. 2 en re menor, op. 40; Núm. 3 en edat menor, op. 50;
- Serenates per a orquestra (Op. 20 en A; Op. 21 en G);
- tres obertures, a Märchen vom blonden de Ekstert de Ludwig Tieck (Op. 8); a Otto der Schütz (Op. 12); Ouverture Romantische (Op. 45);
- Ballade en 3 moviments per a orquestra (Op. 15);
- Variationen per a orquestra (Op. 24);
- Romança per a violí i orquestra (Op. 41);
- Der Aufzug der Romanze (llibret de Ludwig Tieck) per a solista, cor i orquestra (Op. 18);
- Gesang an die Sterne (llibret de Friedrich Rückert) per a sis veus amb orquestra;
- Herbstlied (Op. 43);
- Sextet de cordes en A (Op. 5), i moltes cançons.

Rudorff també va orquestrar la fantasia de Franz Schubert en Fa menor; va editar la partitura completa de Weber, Euryanthe i els concerts de piano i les sonates de piano de Mozart; i publicà cartes de Weber a Heinrich Lichtenstein (1900). La seva correspondència amb Brahms i Joachim també ha estat publicada a les col·leccions de les dues últimes cartes.